# 켈시 로빈슨
켈시 마리 로빈슨(영어: Kelsey Marie Robinson, 1992년 6월 25일 ~ )은 미국의 배구 선수로 포지션은 레프트와 리베로이다.
현재 일본 V.프리미어 리그의 클럽인 토요타 오토 바디 퀸세이스와 미국 여자 배구 국가대표팀 소속으로 뛰고 있다.

## 수상 경력

### 국가대표팀
- 미국 여자 배구 국가대표팀 (2009-)
  - 올림픽
    -  우승 (1회) : 2020
    -  3위 (1회) : 2016

  - 세계선수권
    -  우승 (1회) : 2014

  - 월드컵
    -  준우승 (1회) : 2019
    -  3위 (1회) : 2015

  - 월드그랑프리
    -  우승 (1회) : 2015
    -  준우승 (1회) : 2016

  - 네이션스리그
    -  우승 (3회) : 2018, 2019, 2021